# Simulium burchi
Simulium burchi är en tvåvingeart som beskrevs av Dalmat 1951. Simulium burchi ingår i släktet Simulium och familjen knott.
Artens utbredningsområde är Guatemala. Inga underarter finns listade i Catalogue of Life.